# Dominique Bona
Dominique Bona (ur. 29 lipca 1953 w Perpignan) – francuska pisarka i krytyczka literacka, laureatka Nagrody Renaudot.

## Życiorys
Urodziła się 29 lipca 1953 w Perpignan, w rodzinie literata i polityka Arthura Conte’a i Colette Lacassagne. W 1975 roku ukończyła studia na Sorbonie na podstawie pracy zatytułowanej Les fées et les sorcières dans la littérature des XIIe et XIIIe siècles.
Na początku pracowała jako asystentka we France Culture i France Inter. W 1980 roku rozpoczęła karierę dziennikarską, pisząc dla „Quotidien de Paris” (1980–1985). Później jej krytyka literacka ukazywała się na łamach „Figaro litteraire” (1985–2004) i „Version Femina” (od 2004). Zadebiutowała w 1981 powieścią Les heures volées. Większość jej twórczości stanowią biografie.
W 2003 roku została wybrana na członka Akademii Francuskiej. Należy do jury Nagrody Renaudot.

## Twórczość
Za źródłem:

### Powieści
- 1981: Les Heures volées
- 1984: Argentina
- 1992: Malika
- 1998: Le Manuscrit de Port-Ébène
- 2004: La Ville d’hiver

### Biografie
- 1987: Romain Gary
- 1989: Les Yeux noirs ou les vies extraordinaires des sœurs Heredia
- 1995: Gala, la muse redoutable, wyd. pol.: Gala. Niebezpieczna muza. Maria Żurowska (tłum.). Noir sur Blanc, 2022. ISBN 978-83-7392-706-3. Brak numerów stron w książce
- 1996: Stefan Zweig, l’ami blessé
- 2000: Berthe Morisot, le secret de la femme en noir, wyd. pol.: Berthe Morisot. Tajemnica kobiety w czerni. Maria Żurowska (tłum.). Noir sur Blanc, 2017. ISBN 978-83-65613-06-6. Brak numerów stron w książce
- 2002: Il n’y a qu’un amour
- 2006: Camille et Paul, la Passion Claudel
- 2010: Camille Claudel, la femme blessée – ilustrowana biografia
- 2010: Clara Malraux, « Nous avons été deux »
- 2012: Deux sœurs. Yvonne et Christine Rouart, les muses de l’impressionnisme
- 2014: Je suis fou de toi. Le grand amour de Paul Valéry

### Inne
- 2014: Les Rouart – De l’Impressionnisme au réalisme magique
- 2017: Colette et les siennes
- 2019: Mes vies secrètes

## Nagrody
- 1992: Prix Interallié za powieść Malika[2]
- 1994: Prix Méditerranée za biografię Gala[2]
- 1998: Nagroda Renaudot za Le manuscrit de Port-Ebène[2]
- 2010: Nagroda Literacka La Fondation Prince Pierre de Monaco za biografię Clara Malraux[2]

## Odznaczenia
- Oficer Legii Honorowej[1]
- Oficer Orderu Narodowego Zasługi[1]
- Oficer Orderu Sztuki i Literatury[1]